# Симек, Фрэнк
Франклин Майкл «Фрэнк» Симек (родился 13 октября 1984 года) — американский футболист, который в настоящее время является свободным агентом.

## Клубная карьера

### Ранняя карьера
Симек родился в Сент-Луисе, штат Миссури, он начал играть в футбол ещё в детстве в США. Но, когда Симеку было 12 лет, его семья переехала в Лондон, так как его отец был назначен на важную должность в английском офисе «Anheuser-Busch». Он подписал соглашение с молодёжной командой «Арсенала», но решил вернуться в Сент-Луис. Там он играл в команде Высшей школы университета Сент-Луиса и в клубе «Метро» с такими товарищами по команде, как Крис Лофтус, Натан Сабич, Эрик Джозеф и Адам Лэнтер под руководством Дэйва Фернандеса и Дейла Шилли. Однако за это время «Арсенал» пригласил его вернуться, чтобы играть за молодёжную команду.
В «Арсенале» он стал капитаном резервного состава, но в первую команду попал с трудом, вместо него на поле зачастую выходили Лоран, Коло Туре, Эммануэль Эбуэ и Джастин Хойт. Он сыграл один матч за «Арсенал» в Кубке Лиги против «Вулверхэмптон Уондерерс» 2 декабря 2003 года.

### «Шеффилд Уэнсдей»
Симек присоединился к «совам» на правах свободного агента, будучи уволенным из «Арсенала» летом 2005 года. Он дебютировал в «Шеффилд Уэнсдей» в день открытия сезона 2005/06 в матче против «Сток Сити». Постепенно он стал всё чаще попадать в основной состав команды, вытеснив любимца болельщиков Ли Буллена с облюбованной им позиции правого защитника. Симек забил свой первый гол в новом клубе в выездном матче против «Миллуолла». Этот гол был единственным в матче, и он помог «совам» избежать вылета. Отличиться первым домашним голом Симеку удалось в 2006/07 сезоне в матче против «Колчестер Юнайтед». Симеку удалось окончательно закрепиться в основном составе, и он стал любимцем публики благодаря своей жёсткой игре в отборе и выносливости.
Симек подписал новый контракт с «Шеффилд Уэнсдей» 26 июля 2007 года. По условиям соглашения он должен был оставаться на «Хиллсборо» до 2010 года.
В декабре 2007 года Симек получил серьёзную травму лодыжки в игре против «Кристал Пэлас». Травма выбила его из первой команды «Уэнсдей» больше чем на десять месяцев. Он постепенно восстановился, параллельно играя за резервный состав, а 25 октября 2008 года он был заявлен на матч против «Бирмингем Сити». Через три дня он, наконец, вернулся в первую команду, когда вышел на замену в матче против «Плимут Аргайл».

### «Карлайл Юнайтед»
Симек подписал двухлетний контракт с «Карлайл Юнайтед» и присоединился к команде 1 июля 2010 года. С тех пор он был ключевым игроком в команде, кроме начала сезона 2011/12, когда он получил травму, которая вывела его из строя на 5 месяцев. В отсутствие Симека позицию правого защитника занимали поочерёдно Джеймс Тавернье и Кристиан Рибейро, но после выздоровления Симек сразу снова занял своё место в обороне «Карлайла». В июле 2012 года Симек подписал новый годичный контракт с «камбрийцами» и пробыл в клубе до лета 2013 года.
В ноябре 2013 Симек был на просмотре в брунейском клубе ДПММ, выступающем в чемпионате Сингапура.

## Международная карьера
Симек получил свой первый вызов в национальную сборную Соединённых Штатов в 2007 году, и дебютировал на международной арене 28 марта в матче против Гватемалы во Фриско (Техас), игра закончилась безголевой ничьей. В настоящее время он имеет в активе пять полных матчей за сборную. Симек вышел на замену в финале Золотого кубка КОНКАКАФ 2007 против Мексики, Джонатан Спектор столкнулся головой с Андресом Гуардадо и должен был быть заменён. США победили в матче со счётом 2:1, Бенни Фейлхабер забил решающий гол сразу после выхода на поле Симека.
Он получил свой первый вызов в сборную после 2007 года в преддверии чемпионата мира 2010 года, ранее не выдержав конкуренции со Стивом Черандоло. Он был также вызван в сборную США на товарищеский матч против Нидерландов в марте 2010 года.

## Работа в СМИ
15 апреля 2009 года Симек был приглашён «Arsenal TV Online» в качестве второго комментатора на ответный матч «Арсенала» против «Вильярреала» в рамках 1/4 финала Лиги чемпионов 2008/09. Будучи травмированным, он также регулярно проводил анализ и рассказывал об игре «Шеффилд Уэнсдей» для «BBC Radio».